# Sollstedt
Sollstedt è un comune di 2 948 abitanti della Turingia, in Germania.
Appartiene al circondario (Landkreis) di Nordhausen (targa NDH) ed è indipendente delle comunità amministrative (Verwaltungsgemeinschaft).
Il suo territorio è bagnato dal fiume Wipper, un affluente alla sinistra orografica della Unstrut.